# 什克爾達島

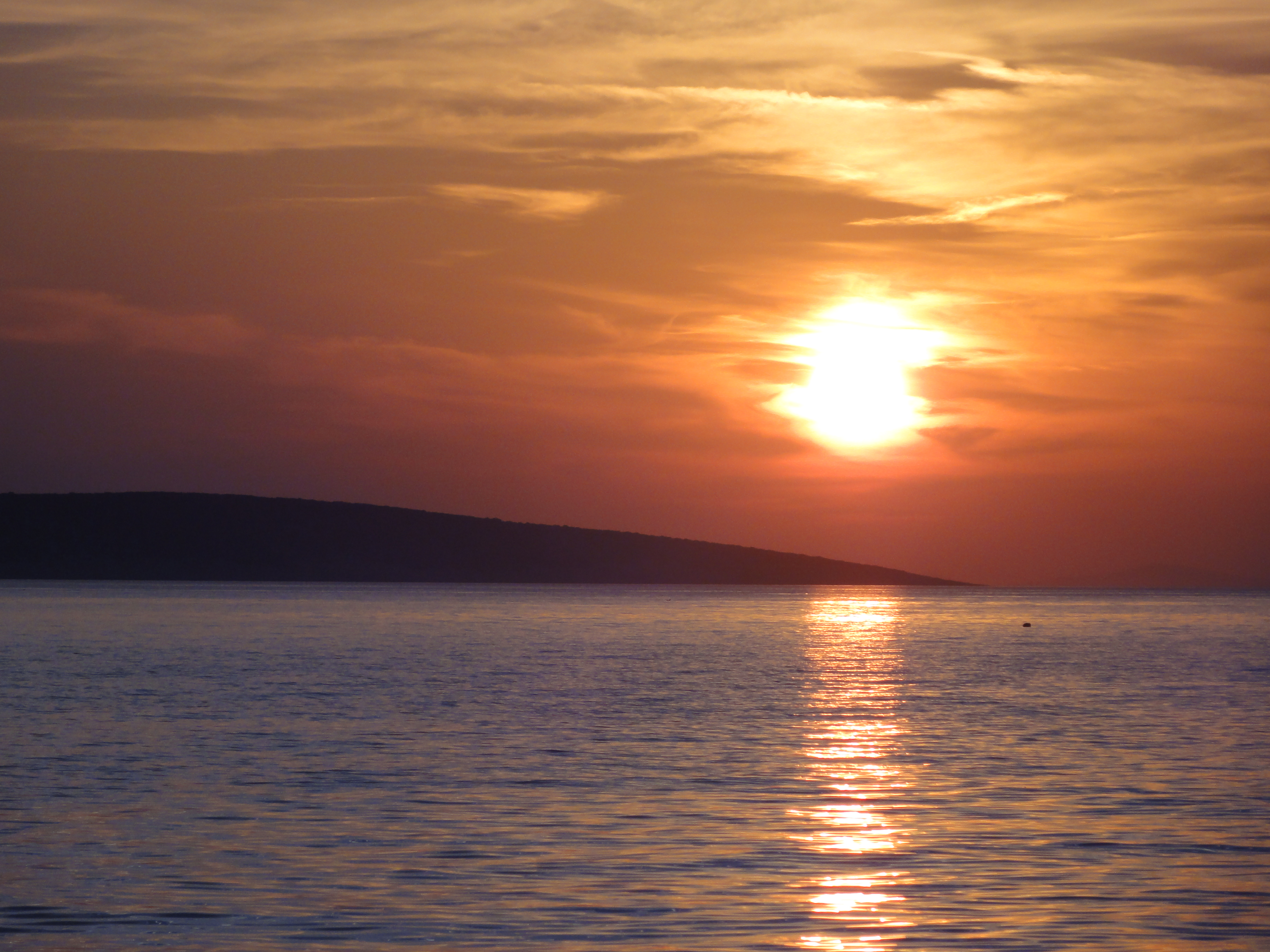

什克爾達島是克羅地亞的島嶼，位於帕島西南面的亞得里亞海，面積2.05平方公里，海岸線長度7.177公里，最高點海拔高度53米，島上無人居住。

## 外部連結
- - Škrda description
- （斯洛文尼亚文）

44°28′44″N 14°51′37″E / 44.478855°N 14.860146°E